# Henkes (conservenfabriek)
De jeneverfabrikant Jan Hendrik Henkes heeft in West-Brabant, naast een draineerbuizenfabriek, ook een tweetal conservenfabrieken opgericht. Een derde conservenfabriek was eveneens een uitvloeisel van de activiteiten van Henkes.
De conservenfabrieken waren de eerste in Noord-Brabant. Het betrof:
- Conservenfabriek Het Klaverblad werd opgericht in 1887 te Halsteren door directeur Elink Sterk. Ze was eigendom van Henkes. Het was de eerste conservenfabriek in Noord-Brabant en er werden voornamelijk asperges verwerkt, een gewas dat in de omgeving van Bergen op Zoom veelvuldig werd geteeld, met name voor de Antwerpse markt. De fabriek maakte aanvankelijk gebruik van de stoommachine uit de naastgelegen steenfabriek. Ze werd nog uitgebreid in 1889 en 1890. Er werkten 9 tot 29 personen, afhankelijk van het seizoen. Toen de Henkes-bedrijven in 1902 surséance van betaling moesten aanvragen, betekende dat het einde van Het Klaverblad. De fabriek werd in 1903 opgeheven.

- Conservenfabriek Delta. Deze werd in 1898 opgericht te Noordgeest en was eigendom van de voormalige directeur van "Het Klaverblad", Elink Sterk. De fabriek bleef tot 1920 in werking.

- In 1901 werd Henkes Jamfabriek te Princenhage opgericht door Jan Lourens Henkes. Deze fabriek, gevestigd aan de Haagweg, had als bijnaam: Het Sjammeke. Het bedrijf heeft bestaan tot omstreeks 1960.

## literatuur
- Toon Franken, Groenteconserven, Bergen op stoom (Bergen op Zoom 2009), p. 224-226, ISBN 9789490576011